# گمینا ددنگا
گمینا ددنگا (به لهستانی:  Gmina Dydnia) یک گمینا در لهستان است که در شهرستان بژوزوف واقع شده‌است. گمینا ددنگا ۱۳۰٫۰۲ کیلومتر مربع مساحت و ۸٬۲۲۲ نفر جمعیت دارد.